# Vermeijius palmarium
Vermeijius palmarium is een slakkensoort uit de familie van de Fasciolariidae. De wetenschappelijke naam van de soort werd in 2006 voor het eerst geldig gepubliceerd door Hadorn & Fraussen.